# This Is How We Do
«This Is How We Do» (рус. Это по-нашему, Вот как мы делаем) — песня, записанная американской певицей Кэти Перри для её четвёртого студийного альбома Prism (2013). Композиция была написана Перри, продюсером выступили Макс Мартин и Лукаш Готвальд. Изначально Capitol хотели выпустить синглом «Legendary Lovers», но позже изменили своё решение. Официальное Lyric-видео на сингл было представлено 24 июля 2014 года, в стиле 90-х годов с мотивами ретро. 28 июля песня была отправлена на радио-станции. 31 июля было представлено официальное музыкальное видео к песне.

## Коммерческий успех
«This Is How We Do» попала в чарты Южной Кореи и Канады до релиза коммерческого сингла. После выхода клипа, песня дебютировала в Billboard Hot 100 под номером 88 и смогла достигнуть пика на 24 месте. Песня также дебютировала на 20 строке в чарте Новой Зеландии, на 27 в австралийском ARIA Charts и на 120 во французском чарте синглов.

## Чарты
| Чарт (2013–14)                         | Лучшая позиция |
| -------------------------------------- | -------------- |
| Австралия (ARIA)                       | 18             |
| Австрия (Ö3 Austria Top 40)            | 14             |
| Бельгия/Фландрия (Ultratop 50)         | 36             |
| Бельгия/Валлония (Ultratop 50)         | 37             |
| Канада (Billboard Canadian Hot 100)    | 9              |
| Канада (Billboard CHR/Top 40)          | 13             |
| Канада (Billboard Hot AC)              | 15             |
| Чехия (Rádio — Top 100)                | 27             |
| Чехия (Singles Digitál Top 100)        | 12             |
| Finland (Suomen virallinen radiolista) | 24             |
| Франция (SNEP)                         | 41             |
| Германия (GfK)                         | 34             |
| Ирландия (IRMA)                        | 31             |
| Israel (Media Forest TV Airplay)       | 3              |
| Italy (FIMI)                           | 34             |
| Lebanon (The Official Lebanese Top 20) | 15             |
| Нидерланды (Dutch Top 40)              | 14             |
| Нидерланды (Single Top 100)            | 20             |
| Новая Зеландия (Recorded Music NZ)     | 13             |
| Шотландия (OCC Scotland)               | 25             |
| Словакия (Rádio — Top 100)             | 28             |
| Словакия (Singles Digitál Top 100)     | 17             |
| Slovenia (SloTop50)                    | 48             |
| South Korea (Gaon International Chart) | 73             |
| Швеция (Sverigetopplistan)             | 26             |
| Швейцария (Schweizer Hitparade)        | 41             |
| Великобритания (OCC UK Singles)        | 33             |
| США (Billboard Hot 100)                | 24             |
| США (Billboard Adult Pop Airplay)      | 22             |
| США (Billboard Dance Club Songs)       | 1              |
| США (Billboard Pop Airplay)            | 15             |
| Venezuela Pop General (Record Report)  | 24             |

| Чарт (2014)                         | Позиция |
| ----------------------------------- | ------- |
| Australia (ARIA)                    | 89      |
| Netherlands (Dutch Single Top 100)  | 84      |
| US Hot Dance Club Songs (Billboard) | 43      |

## Сертификации
| Регион | Сертификация  | Продажи   |
| --- | ------------- | --------- |
| Австралия (ARIA) | 3× Платиновый | 210 000   |
| Бразилия (ABPD) | Бриллиантовый | 250 000   |
| Канада (Music Canada) | Платиновый    | 80 000    |
| Италия (FIMI) | Золотой       | 15 000    |
| Норвегия (IFPI Norway) | Платиновый    | 10 000*   |
| Швеция (GLF) | Платиновый    | 40 000    |
| Великобритания (BPI) | Серебряный    | 200 000   |
| США (RIAA) | 2× Платиновый | 2 000 000 |
| Стриминг |               |           |
| Дания (IFPI Danmark) | Золотой       | 1 300 000 |
| * Данные о продажах приведены только на основе сертификации. · Данные о продажах + прослушиваниях приведены только на основе сертификации. · Данные только о прослушиваниях приведены на основе сертификации. |               |           |